# Боббі Брейтвейт
Роберт «Боббі» Брейтвейт (англ. Robert «Bobby» Braithwaite; нар. 24 лютого 1937, Белфаст, Північна Ірландія — пом. 14 жовтня 2015, Іст-Лондон, Південно-Африканська Республіка) — північноірландський футболіст, який грав у ролі лівого нападника.

## Клубна кар'єра
Футбольну кар'єру розпочав 1955 році в складі «Крузейдерс». Два роки по тому 20-річний Боббі перейшов до «Лінфілда», який тренував Джекі Мілберн. У команді відіграв 6 сезонів, за цей час по три рази ставав переможцем Прем'єршипу та Кубку Північної Ірландії. У 1963 році перейшов в англійський «Мідлсбро», в якому виступав до грудня 1967 року. Під час виступів за команду отримав важку траму коліна, через що зіграв 71 матч в англійському чемпіонаті та відзначився 12-а голами. Потім переїхав до Південної Африки, де грав за «Дурбан Сіті», «Блумфонтейн Селтік» та «Іст-Лондон Юнайтед». Футбольну кар'єру завершив 1974 року.
Помер 14 жовтня 2015 року у власному будинку в Іст-Лондоні у віці 78 років.

## Кар'єра в збірній
У футболці національної збірної Північної Ірландії дебютував 11 квітня 1962 року в програному (0:4) Домашньому чемпіонаті Великої Британії проти Уельсу. Також брав участь у матчах кваліфікації чемпіонату Європи 1964 та кваліфікації чемпіонату світу 1966 років. Востаннє футболку національної команди одягав 7 квітня 1965 року в поєдинку проти Нідерландів. Загалом у складі Північної Ірландії зіграв 10 матчів.
З 1956 по 1963 рік провів 8 поєдинків за Ірландська Ліга XI..

## Досягнення

### Клубні
«Лінфілд»
- Прем'єршип Північної Ірландії
  -  Чемпіон (4): 1958/59, 1959/60, 1960/61, 1961/62
- Кубок Північної Ірландії
  -  Володар (3): 1959/60, 1961/62, 1962/63
- Щит Каунтрі Антім
  -  Володар (5): 1957/58, 1958/59, 1960/61, 1961/62, 1962/63
- Золотий кубок Північної Ірландії
  -  Володар (4): 1957/58, 1959/60, 1961/62, 1963/64
- Кубок Ольстеру
  -  Володар (2): 1959/60, 1961/62